# Hockey Club Genova

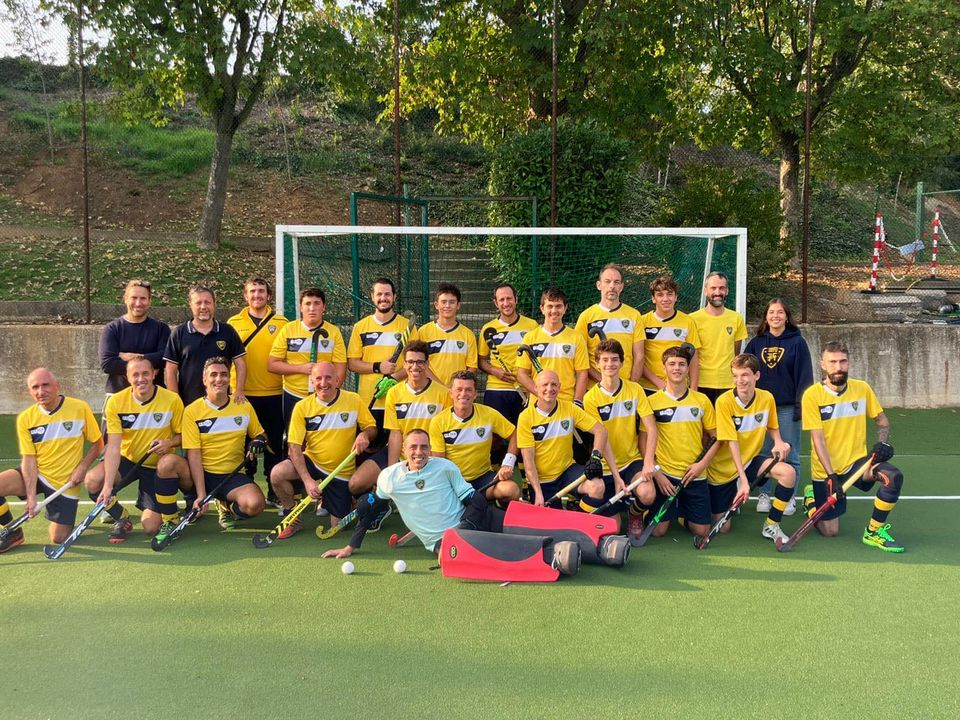
La squadra nel campionato 2022-2023

L'Hockey Club Genova è una società italiana di hockey su prato con sede a Genova, nata nel 1947 dalle ceneri del GUF Genova.
Disputa i suoi allenamenti e incontri in casa presso il campo sportivo Giorgio Arnaldi, intitolato a un hockeista genovese e allenatore della nazionale di hockey negli anni 60 e la cui costruzione si è conclusa nel 1993, ubicato nel quartiere genovese del Lagaccio.

## Palmarès
- Scudetto: 10[4]

1937, 1938, 1940, 1941, 1942, 1947, 1950, 1952, 1957, 1959